# Williams Ridge
Williams Ridge ist ein markanter und 1060 m hoher Gebirgskamm mit ostwestlicher Ausrichtung im ostantarktischen Coatsland. In den Haskard Highlands im westlichen Abschnitt der Shackleton Range ragt er 1,5 km nordwestlich des Honnywill Peak zwischen dem Blaiklock- und dem Stratton-Gletscher auf.
Teilnehmer der Commonwealth Trans-Antarctic Expedition (1955–1958) unter der Leitung des britischen Polarforschers Vivian Fuchs kartierten und benannten ihn 1957. Namensgeber ist Ellis Williams (1920–1997) von der Royal Air Force, Funker bei dieser Forschungsreise.